# Roberto Hernández (Fußballspieler, 1964)
Roberto Alfonso Hernández Notario (* 8. April 1964 in Santiago) ist ein ehemaliger chilenischer Fußballspieler und -trainer.

## Karriere

### Verein
Roberto Hernández, auch Guagua Hernández genannt, begann seine Profikarriere 1970 beim CD Magallanes und wechselte 1973 zum CD O’Higgins. Ab 1974 lief der Verteidiger für Universidad Católica in der Segunda División auf und konnte 1975 als Meister der zweiten Liga aufsteigen. In seiner Karriere spielte er noch für Regional Antofagasta, Trasandino, Ñublense und die Copa Chile 1981 bei den Santiago Wanderers. 1981 war seine letzte Saison in Chile. Sein letztes Karrierejahr verbrachte Hernández bei Ciclón de Tarija in Bolivien.

### Trainer
Als Fußballtrainer begann Roberto Hernández seine Karriere bei Municipal Las Condes. Auf professioneller Ebene trainierte er erstmals Deportes La Serena im Jahr 1993. Nachdem er den CD O’Higgins und Audax Italiano trainiert hatte, wurde er Trainer von Universidad de Chile und danach vom CSD Colo-Colo. Mit La U gewann Hernández 1998 die Copa Chile. Ab 2010 war er Sportdirektor der Jugendnationalmannschaften Chiles. Diese Position hatte er bis 2013 inne.

## Erfolge
Universidad Católica
- Chilenischer Zweitligameister: 1975

Universidad de Chile
- Chilenischer Pokalsieger: 1998